# Wassila Raouafi
Wassila Raouafi, née le 6 avril 1988, est une lutteuse tunisienne.

## Carrière
Wassila Raouafi est médaillée d'or dans la catégorie des moins de 51 kg aux championnats d'Afrique juniors 2006 à Alger et médaillée de bronze dans la même catégorie en senior aux championnats d'Afrique 2006 à Pretoria. Elle remporte le titre dans la catégorie des moins de 48 kg aux Jeux africains de 2007 à Alger et dans la catégorie des moins de 51 kg aux championnats d'Afrique 2008 à Tunis.